# Mozzanica
Mozzanica [moˈʦːaːnika]  (Musànega in dialetto bergamasco) è un comune italiano di 4 412 abitanti della provincia di Bergamo in Lombardia. Si trova nella media pianura padana a 26 km a sud del capoluogo, sulla riva occidentale del Serio, ed è per questo motivo che una notevole porzione del territorio comunale è inclusa nell'omonimo parco.
Non ebbe mai nulla a che fare con la Bergamasca fin quando Napoleone la spostò dalla provincia di Cremona a quella orobica.

## Geografia fisica

### Territorio
Il territorio di Mozzanica, esteso per 9,33 km², sorge nella Gera d'Adda, in gran parte porzione della bassa bergamasca tra i fiumi Adda e Serio, e sorge sulla sponda destra del secondo.
Il nucleo centrale della città sorge a 102 metri sul livello del mare, e, nonostante il territorio faccia parte della media Pianura Padana, l'altitudine varia di ben 18 metri, diminuendo progressivamente nel passaggio della zona nord-est a quella sud-ovest.

#### Geologia e morfologia
Il terreno di Mozzanica è d'origine alluvionale, e presenta strati composti principalmente da ghiaia, sabbia e più in profondità anche da arenaria. Dopo il primo strato d'origine alluvionale, il terreno presenta poi strati d'origine quaternaria marina, Pliocene, Langhiano, Acquitaniano ed infine Olocene.
La parte orientale del territorio comunale è attraversata da un terrazzamento morfologico che suddivide così il comune in due zone morfologicamente differenti: quella orientale più vicina al Serio risale all'Olocene, mentre quella occidentale che comprende gran parte del centro abitato risale al Pleistocene.

#### Idrologia
Mozzanica è lambita dal fiume Serio, in prossimità del quale sorge l'omonimo parco.
Il suo territorio è però attraversato da molteplici fossi di cui uno, derivato dal fosso bergamasco, che lambisce il centro storico, porta l'acqua nel fossato del borgo.
Per questi motivi, dal punto di vista idrogeologico, pur non presentando gravi segni di dissesto, è in parte a rischio in caso d'alluvione. Tale rischio è però più elevato nelle vicinanze del fiume Serio piuttosto che nelle roggie, derivate attraverso il fosso bergamasco dal Brembo.
La presenza nell'abitato di numerose roggie (roze in dialetto bergamasco) e del fossato, valsero a Mozzanica il soprannome di "Venezia della Bassa Bergamasca".

#### Sismologia
Dal punto di vista sismico presenta un rischio molto basso e distribuito in modo pressoché uniforme sul territorio. Il comune è stato infatti classificato come zona 4 (bassa sismicità) dalla protezione civile nazionale.

### Clima
Il clima a Mozzanica è quello tipico della Pianura Padana. In inverno le temperature possono scendere anche di alcuni gradi sotto lo zero, frequenti sono le nebbie e le gelate, che offrono suggestivi paesaggi imbiancati nella campagna circostante. In estate invece la temperatura raggiunge valori intorno ai 33°/34° C, con una percezione del calore maggiore a causa dell'afa, che spesso opprime la popolazione. Le piogge sono frequenti nella stagione primaverile e autunnale.
I venti sinottici a livello del suolo sono assenti per la maggior parte dell'anno, e in ogni caso non superano quasi mai gli 0,5 km/h. La velocità dei venti, già piuttosto bassa, tende a ridursi ulteriormente nel periodo invernale.
Mozzanica, quanto a classificazione climatica rientra nella zona E 2.404 GG.

## Origini del nome
Il toponimo Mozzanica deriva da Mosanga, termine di origine celtica-gallica per indicare un luogo paludoso o circondato da paludi.

## Storia

### Le origini del borgo
L'area dove attualmente sorge l'abitato di Mozzanica era con ogni probabilità abitata già nell'epoca romana, come testimoniano i ritrovamenti di oggetti funerari presso la cascina Donata che fanno pensare ad un cimitero qui collocato. È probabile che un primitivo nucleo abitato esistesse già nel neolitico e fosse costituito da palafitte per meglio fronteggiare le improvvise esondazioni del Serio.
La moderna geologia confermerebbe in effetti che fino a circa 2000 anni fa il territorio della Gera d'Adda non era altro che l'immensa palude denominata Lago Gerundo.
Intorno al IX, X secolo il nucleo urbano si circonda di mura e la vita comunitaria si organizza intorno ad un castello di origine longobarda.
<< Preceptum Ottonis III imperatoris *** - 998 maggio 1, Roma:
Ottone III imperatore conferma al suo fedele Rogerio di Bariano i beni che egli detiene nelle località di Maleo, Sarrium, Cortelaria, Cavacurta, Casale Rodaemari, Bevurcum, Campus Vacari, Brato, Picinascum, Meleti, Reghinera, Solirialum, Codogno, S. Pietro in Pirolo, Busnadore, Ranera, Morero, Achazola, Altinascum, Ledosa, Nespolum, Solairum, Braida Guardamiglio, Girola Maggiore e Giroletta, Campolandrone, San Marcellino, Gattera Maiocca, Campus Vacairus, Casalsigone, San Fiorano, Campus Boarus, Isola Pertigida, Casale Lelandi, Tellgida, Novelida, Castellum Aribaldi, Cogozzo, Bariano, Santa Maria in Casalicchio, *** Mozzanica ***, Chalorum, Montecellum (prob. Monticelli Brusati, Bs), S. Paolo d'Argon, Pratum Alonis, Boldesico e i beni che in Bariano, Monticelli Brusati e Berzo (prob. Berzo Demo, Bs) pertengono alla Valcamonica. >>
( Le carte dell’antico Archivio Vescovile di Cremona,I (882 - 1162) a cura di Valeria Leoni - https://www.lombardiabeniculturali.it/cdlm/edizioni/cr/cremona-vescovo1/carte/vescovo0998-05-01 )
Per avere notizie certe dell'esistenza del borgo di Mozzanica bisogna però aspettare l'undicesimo secolo. Il primo documento che cita il borgo risale al 1018 quando il vescovo di Cremona otteneva, da un prete milanese di nome Giovanni, consistenti beni in Mozzanica rappresentati da prati, vigne, case e boschi. Il comune così passa dall'orbita di Milano a quella di Cremona. Ciò viene formalizzato anche attraverso lo scambio di terre dei vescovi delle rispettive diocesi.
( Privilegia Episcopii Cremonensis o Codice di Sicardo (715/730 - 1331) a cura di Valeria Leoni - https://www.lombardiabeniculturali.it/cdlm/edizioni/cr/cremona-sicardo/carte/vescovosicardo1018-07-15 ):
<< Cartula iudicati1018 luglio 15, Milano.
Giovanni, prete della Chiesa milanese e ufficiale delle chiese delle SS. Tecla e Pelagia, dona a Landolfo, vescovo di Cremona, i beni siti nel territorio di Mozzanica, nel comitato di Bergamo, che egli aveva acquistato da Vuifredo, figlio del defunto Ambrogio, e dalla moglie Imma, figlia del defunto Rogerio di Bariano. >>
Successivamente questi scambi di terre saranno frequenti, a seconda del passaggio di Mozzanica da una dominazione all'altra.

### La nascita del comune, le guerre e l'epidemia di peste

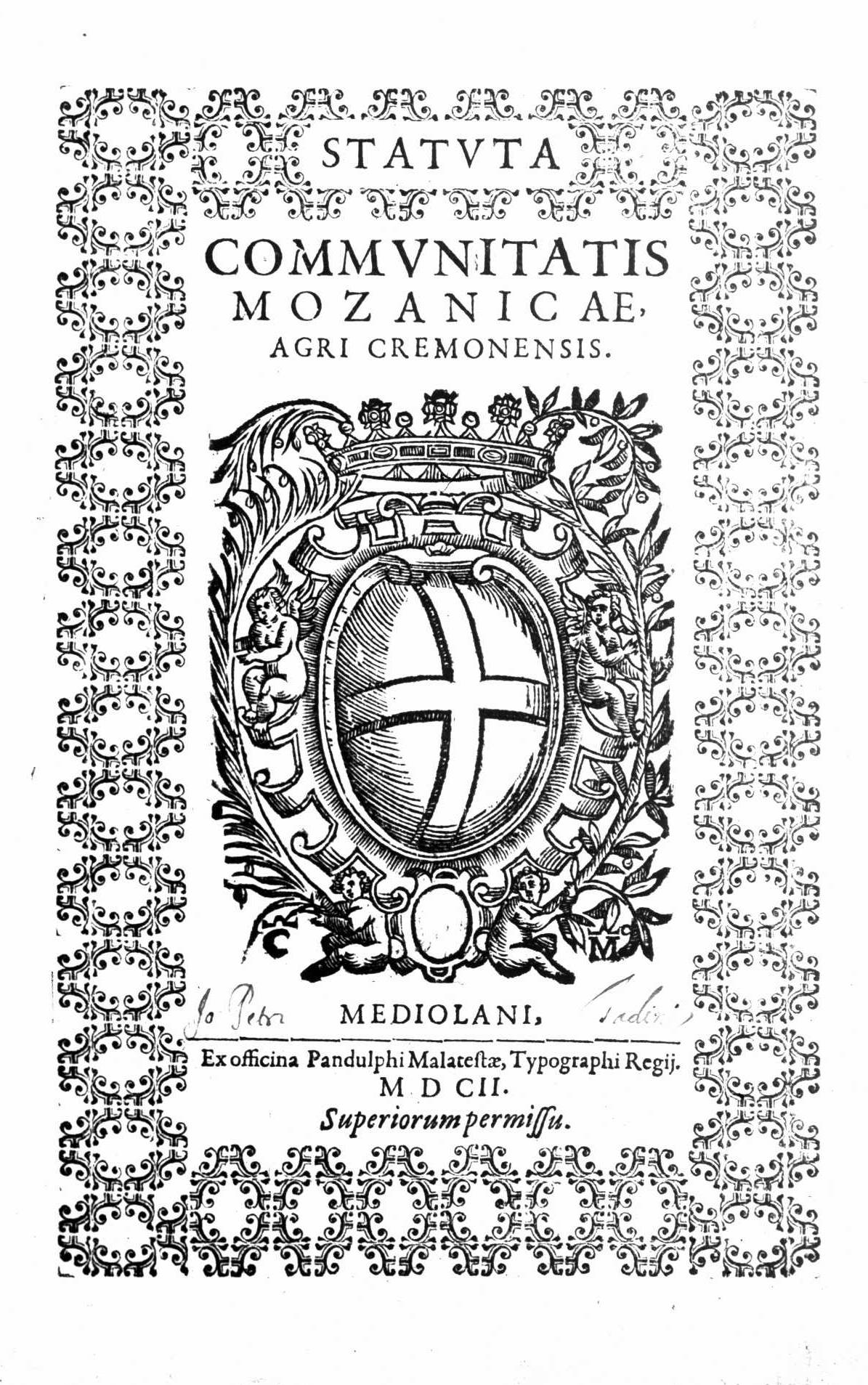
Gli statuti del comune di Mozzanica (Statuta communitatis Mozanicae, agri cremonensis, 1602

Nel 1189, in un documento, il vescovo di Cremona concede a Mozzanica autonomia amministrativa, che diventa dunque un Libero comune. Già verso la metà del secolo successivo però Mozzanica perde tale autonomia, seguendo quindi lo stesso destino della maggior parte dei comuni.
Il comune decaduto è quindi affidato al conte Egidio da Cortenuova che fa di Mozzanica un covo di ghibellini considerati eretici dal papato. Per questo motivo i milanesi, alleati del Papa, assalirono e distrussero la chiesa e il castello di Mozzanica nel 1269. Le sorti di Mozzanica nel 1300 sono strettamente legate alla lotta per la supremazia nella pianura centrale della Lombardia tra la famiglia guelfa dei Torriani e quella ghibellina dei Visconti. Mozzanica si schiera con i ghibellini che prevalendo sui guelfi annettono la bassa pianura bergamasca. A tali scontri parteciparono anche gli uomini di Mozzanica, nel 1354, il comune acquistò infatti elmi, corazze, balestre, pavesi e lance per armare 50 uomini del borgo.
Dopo il prevalere dei guelfi a Crema nel 1403, essa attaccò e conquistò Mozzanica nel 1407. Iniziò così un lungo periodo di instabilità, in cui il paese passò più volte di mano tra milanesi, veneziani e persino francesi. Un cambiamento si ebbe dopo la Pace di Cateau-Cambrésis, nel 1559, che assegnò il Ducato di Milano alla Spagna.
La comunità mozzanichese, impoverita dalle continue guerre, nel 1578 vende i beni per 27.500 al conte Lorenzo Guidoni di Crema che ne diviene così il feudatario. Successivamente passa di mano a Giorgio Secco nel 1591, che fonda il santuario di Mozzanica, che pone i beni del comune all'asta per venderli, a seguito della morte senza eredi di questi. L'asta è vinta da Giovanni Melzi nel 1628 per 6.500 che ne diviene così l'ennesimo feudatario.
Il dominio spagnolo dura per più di un secolo, durante il quale - nel 1630 - ebbe luogo anche qui la terribile epidemia di peste bubbonica, narrata anche da Alessandro Manzoni ne I promessi sposi. A testimoniare questa fase della storia del paese esiste ancora nella campagna in prossimità dell'abitato un ossario consacrato a Sant'Ambrogio che raccoglie i resti dei mozzanichesi rimasti vittima di questa piaga.

### Dalla dominazione austriaca all'unità d'Italia
Dopo la morte senza eredi del re Carlo II, e la seguente lotta per la successione, la Lombardia passò in mano austriaca. Eccetto la breve parentesi napoleonica, vi rimarrà fino all'unità d'Italia (Regno Lombardo-Veneto), a cui Mozzanica fu unita senza particolari scosse e nella continuità amministrativa.
Nel 1720 ai Melzi succedono i Candiani che divengono gli ultimi signori di Mozzanica. Nel 1740 anche Mozzanica come il resto del Ducato viene investita dall'ondata riformatrice sperimentata da Maria Teresa d'Austria, che inserisce il comune nella provincia di Cremona. I beni dei Candiani passano nel 1780 ai Giani e nel 1806 ai Camozzi.
Con l'invasione napoleonica Mozzanica viene spostata per la prima volta sotto la provincia di Bergamo con la legge dell'8 maggio 1798, ed entra a far parte della Repubblica Cisalpina, anche se dopo il congresso di Vienna torna all'Austria (Regno Lombardo-Veneto).
Nel 1859 Mozzanica entra a far parte del Regno sabaudo nella continuità amministrativa, confermata alla Provincia di Bergamo; dal punto di vista ecclesiale fa comunque tuttora parte della Diocesi di Cremona, in quanto i rivoluzionari giacobini non hanno potuto cambiare questo aspetto duecento anni fa.

### Simboli
Il diritto d'utilizzo di uno stemma civico fu concesso a Mozzanica da un Rescrittivo Governativo del 18 febbraio 1929 dal capo del governo a seguito della richiesta del podestà cittadino dell'anno precedente. La descrizione dell'antico emblema si trova anche nello Stemmario Trivulziano e nell'Archivio di Stato di Milano a pagina 319 del blasonario compilato nel 1673 da Marco Cremosano.
Blasonatura stemma:
(R.G. 18 febbraio 1929)
Il bisante sta ad indicare la forma circolare, che ricorda l'antica moneta bizantina, in cui è inserita la croce che è definita scorciata, in quanto non lunga come quella latina, ma corta come quella greca. L'insieme dei simboli fa inoltre supporre la partecipazione di un corpo di spedizione comunale alla crociata del 1214.
Il gonfalone è stato invece concesso dal Presidente della Repubblica con decreto del 6 luglio 1983. Esso è di colore giallo oro con ricami d'argento e unisce al simbolo comunale la corona comunale e i rami di quercia ed alloro.

## Monumenti e luoghi d'interesse

### Architetture religiose

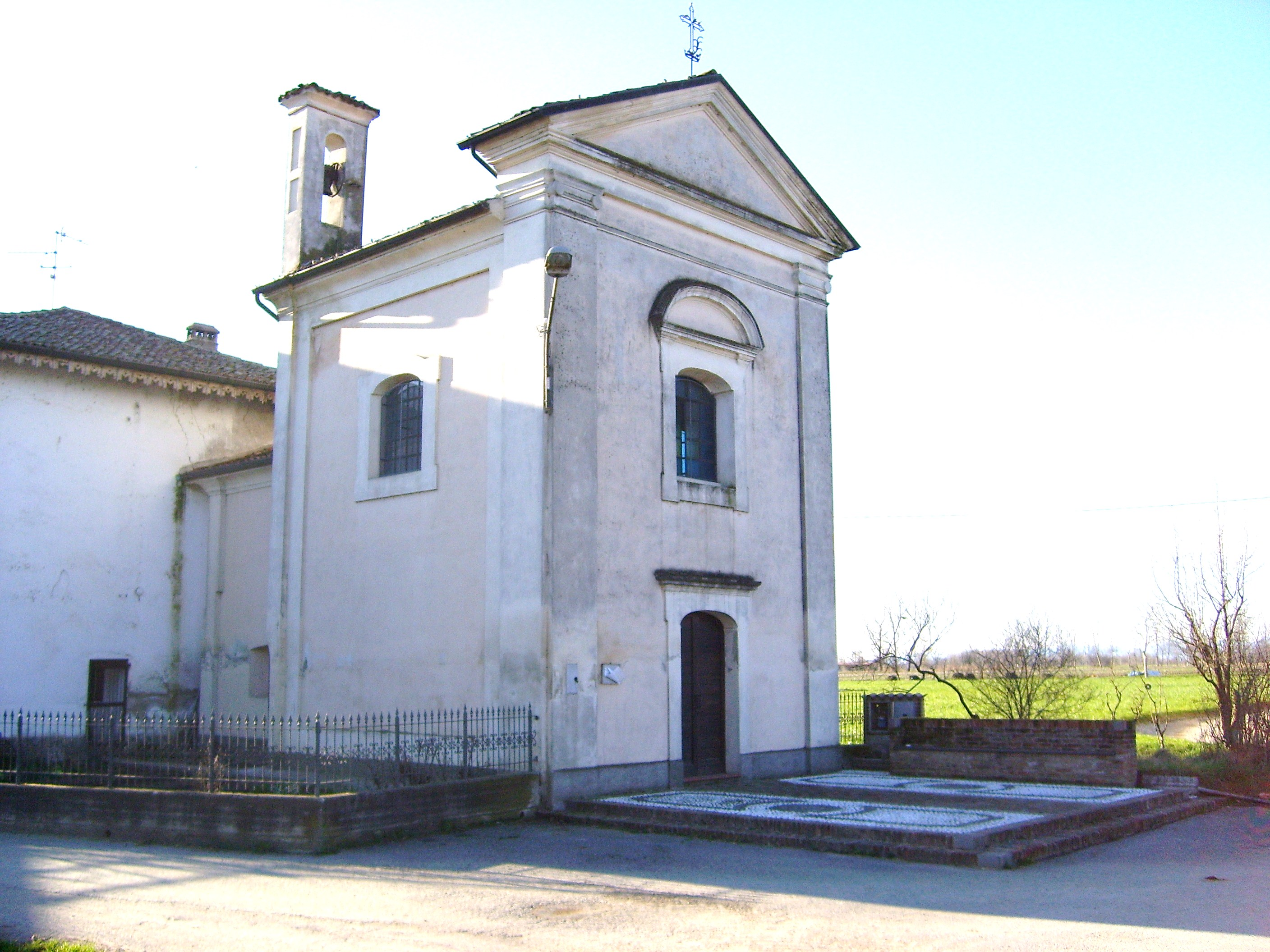
La chiesa della Madonna della Neve in località Colomberone

- Chiesa della Madonna della Neve, si trova nella località Colomberone nelle vicinanze dell'omonima cascina. Edificata nel 1778, dove un tempo sorgeva la cappella cimiteriale dei morti di Peste, è arricchita all'interno di decorazioni del XX secolo e una tela del XVII raffigurante Maria Vergine col bambino ed i santi.
- Chiesa di santa Marta, si trova in prossimità della chiesa parrocchiale nell'omonima via. Risale al XVI secolo e fu sede della confraternita dei disciplini. L'entrata avviene attraverso un portale in cotto decorato sovrastato da due nicchie vuote. La facciata è di colore bianco e presenta due piani: il primo con l'entrata e due nicchie di cui e una sezione centrale squadrata e un secondo piano diviso dal primo da una sporgenza color antracite che presenta una vetrata centrale e una bandierina sulla sommità. Tali nicchie ospitavano in passato statue di santi, mentre quella centrale un affresco. All'interno abbiamo delle tele risalenti al XVII secolo e un altare realizzato con differenti tarsie marmoree da Pietro Solari nel 1708. Tali tarsie raffigurano al centro l'annunciazione di Maria e nei riquadri laterali Santa Marta, rappresentata mentre soggioga il dragone. Utilizzata come lazzaretto durante la pestilenza del 1630, dal 1679 ospitò le confraternite di Santa Marta e dell'Immacolata concezione, poi soppresse nel secolo successivo. La chiesa ospitò anche una cappellania laica per volere di Caterina Secco.
- Chiesa di Santo Stefano, cremonese, l'attuale chiesa parrocchiale, dedicata a Santo Stefano, risale al XIV secolo, anche se probabilmente sorge su una chiesa ancora più antica. Dopo molte trasformazioni subite nel corso dei secoli, assume l'aspetto attuale nel XX secolo, aggiungendo il transetto che ha dato così alla chiesa una pianta a forma di croce latina. All'interno oltre a decorazioni barocche abbiamo delle tele risalenti ai secoli XVII, XVIII e XIX. Uno di questi raffigura San Carlo Borromeo benedicente con allo sfondo le fortificazioni cittadine e la torre. Vi sono inoltre i frammenti di un affresco risalente al XVII secolo, raffigurante il martirio di Santo Stefano. Tra gli altri elementi da segnalare abbiamo una statua raffigurante Cristo morto risalente al XIV secolo e un polittico in terracotta che raffigura la Vergine con il bambino attorniata dai santi. A fianco dei santi vi sono poi i putti musicanti e in cima il polittico è caratterizzato da alcuni elementi decorativi cuspidali.

### Architetture civili

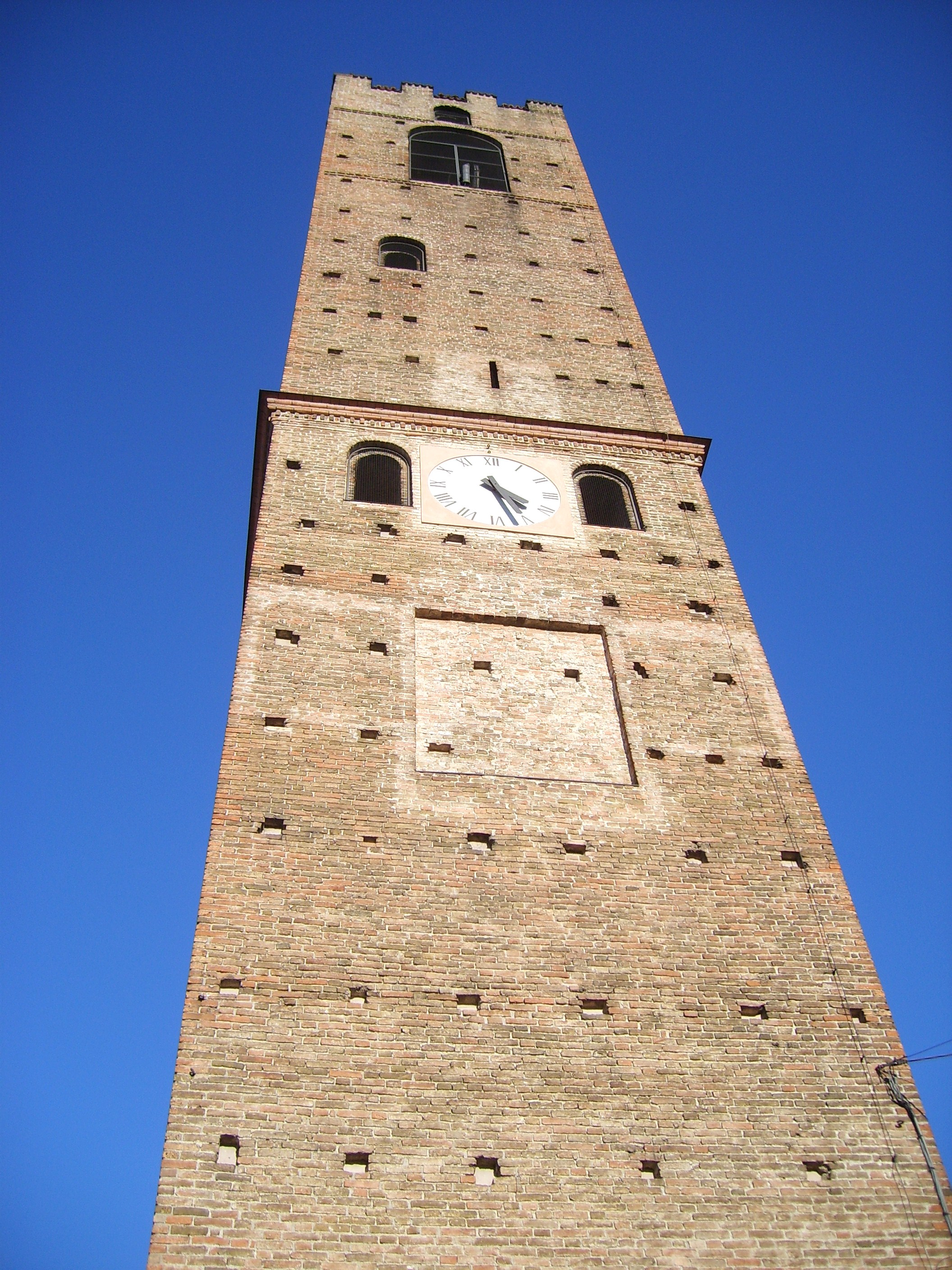
La torre civica in piazza Locatelli

- Palazzo Camozzi, si trova in via Castello, vicino all'angolo superstite delle antiche mura. Residenza signorile risalente al XVII secolo che la famiglia Camozzi acquistò nel XIX secolo dai Giani, i quali a loro volta lo ebbero dai Candiani, feudatari di Mozzanica. Il palazzo è di colore bianco e presenta un ampio porticato diviso da tre colonne.
- La torre civica venne costruita nel 1492 su ordine di Ludovico Sforza, duca di Milano, allo scopo di controllare i territori della Repubblica di Venezia situati al di là del fiume Serio; interamente in mattoni, è alta 42 metri ed è caratterizzata da una sommità merlata. Ha forma quadrangolare con base leggermente scarpata. È dotata di aperture ad arciera e a balestriera, realizzate a scopo difensivo. Sul fianco ovest nel XVII secolo era presente lo stemma della famiglia Secco, feudatari di Mozzanica. La struttura è stata adibita nel XIX secolo a campanile mediante l'aggiunta di campane, del quadrante dell'orologio e dei meccanismi interni. Attualmente la torre è in uso alla parrocchia. La torre ospita un concerto di otto campane in tonalità di Si grave, fuse dalla ditta Paolo Capanni di Castelnuovo ne' Monti, presso Reggio Emilia, nell'anno 1972. È presente anche una nona campana, fuori concerto, fusa nello stesso anno: rappresenta la settima minore, con cui si può comporre un concerto più piccolo di cinque campane in tonalità Mi.

### Architetture militari

#### Le mura ed il fossato
Mozzanica è sicuramente di uno dei paesi più caratteristici della regione geografica conosciuta come Gera d'Adda; il suo centro storico era anticamente circondato da un sistema di mura risalente al XV secolo, che venne pressoché interamente demolito nell'Ottocento. Oggigiorno rimangono solamente un angolo con mattoni a vista lungo il lato sud, e dotato di una porta ogivale, mentre è ancora presente il fossato che affiancava la cinta muraria, attualmente abitato da alcune colonie di anatre e cigni.

### Altro

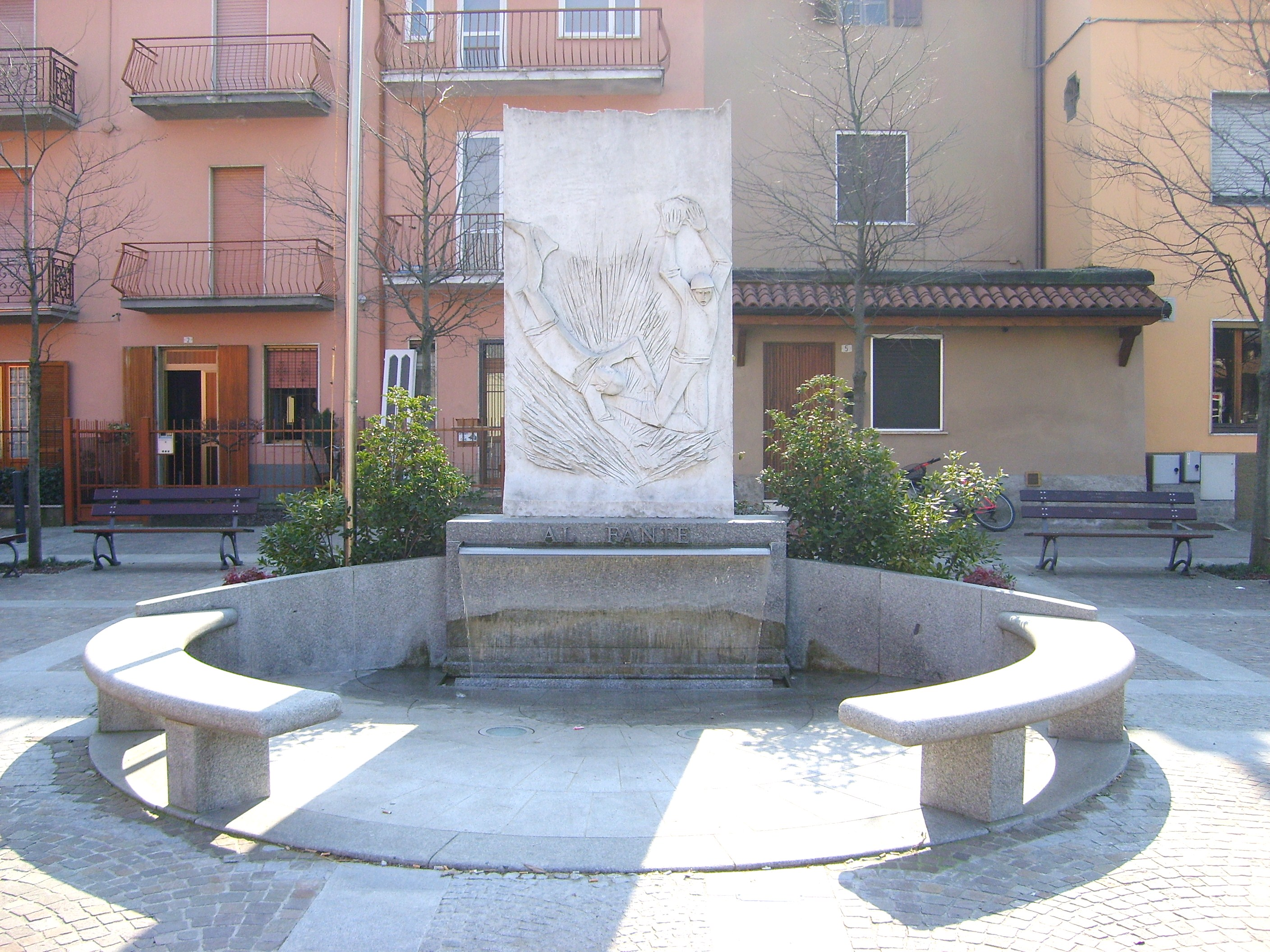
Monumento al Fante in piazza S. Stefano

- Piazza di Santo Stefano, è posta a ovest del centro storico e prende il nome dall'antica chiesa di Mozzanica demolita nel XIX secolo per far spazio alla nuova. In questa zona sorgeva il primo nucleo abitativo, poi spostatosi all'interno del castrum una volta realizzato. Il quartiere circostante fu ripopolato a partire dai secoli XVI e XVII. Presenta decorazioni auliche e rurali ed una fontana sgorgante dal pavimento a testimonianza della ricchezza idrica del comune.

### Siti archeologici
Il principale sito archeologico è situato nella località di Colomberone, dove sono stati rinvenuti alcuni reperti di epoca romana.

### Aree naturali
- Parco del Serio, si sviluppa sul lato est del territorio comunale in prossimità dell'omonimo fiume per proseguire nei vicini comuni di Sergnano e Bariano, oltre che estendersi anche sulla sponda orientale del fiume. A causa della vicinanza del centro storico cittadino al Serio il parco si restringe per poi espandersi notevolmente avvicinandosi alla cascina di Colomberone.

## Società

### Evoluzione demografica
Abitanti censiti

L'incremento demografico è piuttosto costante dall'unità d'Italia ai giorni nostri, presentando solo una lieve flessione nel censimento del 1931.

### Etnie e minoranze straniere
Attualmente il 10% della popolazione residente a Mozzanica è costituita da stranieri.
Su una popolazione totale di 4.589 abitanti al 31 dicembre 2015, gli stranieri residenti sono 483, in calo di 58 unità rispetto all'anno precedente.
- Romania - 174
- Kosovo - 89
- Marocco - 85

Grazie a questi dati si può comprendere come più dell'88% della popolazione straniera risulti provenire da 2 continenti: l'Europa e l'Africa. Le prime tre nazionalità (romena, kosovara e marocchina) costruiscono quasi il 70% del totale della popolazione straniera.
I cittadini stranieri residenti possono essere suddivisi in due gruppi:
- i cittadini comunitari che sono 190
- i cittadini extracomunitari che sono 293, di cui 125 europei, 114 africani, 38 asiatici e 16 americani.

### Lingue e dialetti
Il dialetto parlato, pur rimanendo bergamasco, si differenzia molto da quello parlato nella parte alta della provincia. Questo a causa della notevole influenza del dialetto bresciano ma soprattutto del dialetto cremasco. I suoni risultano più dolci rispetto alle zone settentrionali e alle valli; molte parole sono totalmente diverse. Tra di esse abbiamo il termine dòna al posto di fonna per indicare la donna.

### Religione
Mozzanica, pur trovandosi nella provincia di Bergamo, appartiene alla diocesi di Cremona. Appartiene alla prima zona pastorale e risulta composta dalla sola parrocchia di Santo Stefano di rito romano.

## Cultura

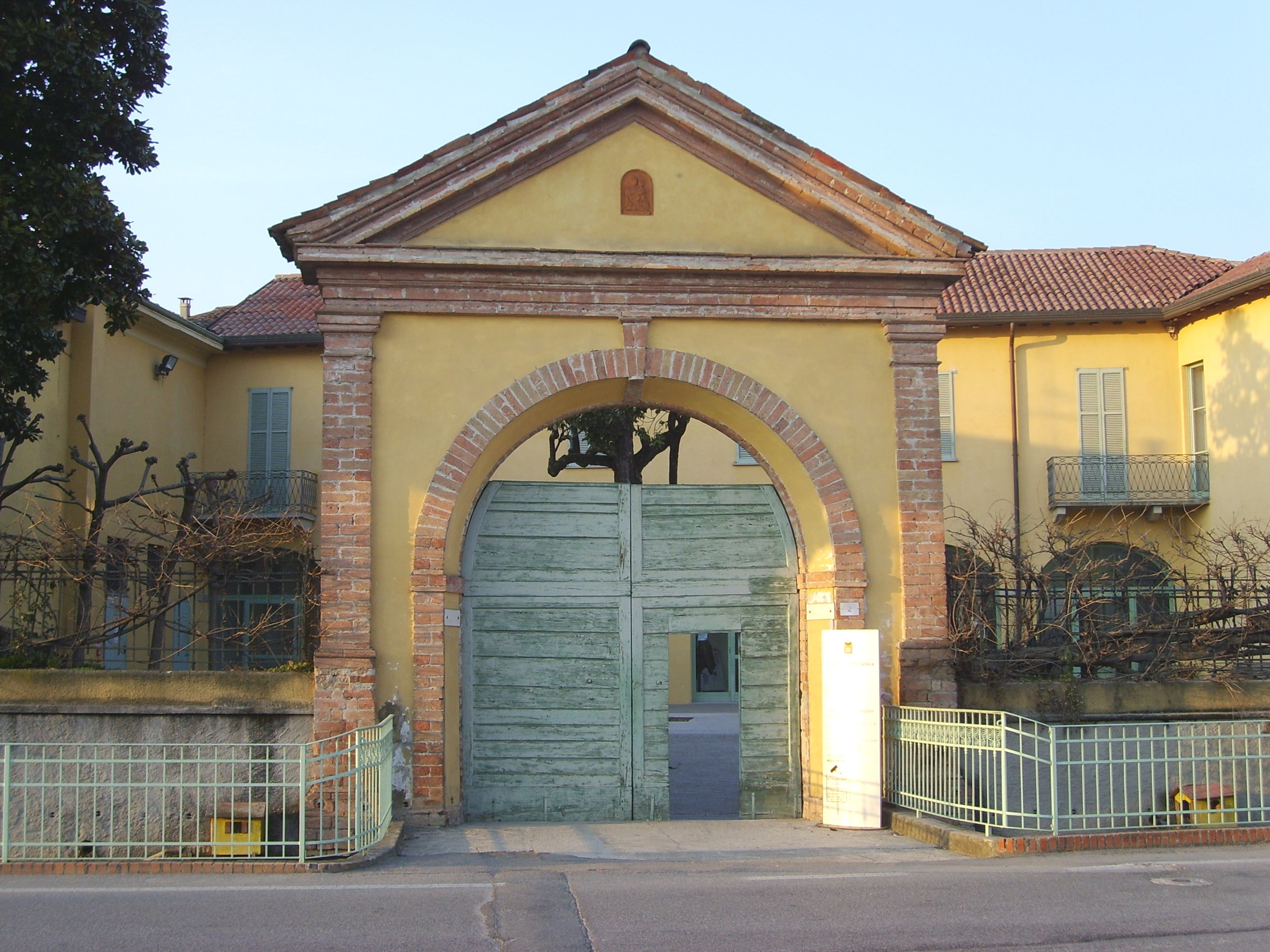
Casa Fiori, sede della Biblioteca comunale

### Istruzione

#### Biblioteche
A Mozzanica si trova la biblioteca comunale.

#### Scuole
Nel comune sono presenti un nido e una scuola materna, una scuola elementare e una scuola media.

### Media

#### Stampa
La pubblicazione più importante nella realtà comunale è La Torre, mensile dedicato alla vita parrocchiale, curato dal parroco, dal curato e da chiunque voglia contribuire. Distribuito dietro offerta libera, ha una cadenza mensile, eccetto che nei mesi estivi, in cui viene pubblicato un numero unico.
Il Comune distribuisce con cadenza bimestrale un fascicolo informativo, il Notiziario Comunale, dal quale la popolazione può apprendere le notizie più rilevanti in campo amministrativo, sportivo, culturale, i nuovi progetti, gli eventi e le relazioni con le realtà extra-comunali. Questo fascicolo funge anche da prontuario per i servizi comunali.

### Musica
Una delle realtà musicali di Mozzanica è il Corpo Musicale Don Gaspare Paltenghi, corpo bandistico nato nel febbraio 1988 per volere dell'allora parroco don Piero Salini. Il corpo musicale è dedicato all'omonimo sacerdote che trascorse a Mozzanica 50 anni. Un'altra realtà musicale è la Corale parrocchiale S.Stefano, composta da circa 30 elementi tra soprani, contralti, tenori e bassi.
L'Ensemble Vocale G.B.Lingiardi è un gruppo di amici appassionati di polifonia corale, canto gregoriano e musica sacra.

### Cucina

#### Dolci
Tra i dolci abbiamo le ufèle e le frittelle, prodotti diffusi in tutta la bassa bergamasca.
Altri dolci tipici del paese sono le "niasèle" (piccole brioches di pasta lievitata che una volta costituivano il dolce nel pranzo al sacco che si faceva durante il pellegrinaggio al Santuario di Caravaggio) e la "bertulina" (una torta fatta ancora oggi, con pasta di pane, uva nera, zucchero e olio).

#### Altri piatti
Sono diffusi prodotti tipici bergamaschi quali formaggi, tinche, lepre in salmì, stracotto d'asino, coniglio, polenta, e casoncelli.
Tra i prodotti e i piatti a base di carne di maiale abbiamo: il salame, il lardo, la pancetta, lo strutto, la torta di sangue di maiale, i piedi e le orecchie bollite, la testina bollita, la rustida e la cassola.
Tra gli altri prodotti a base di carne d'allevamento abbiamo la busecca, l'arrosto di vitello, i capponi e i tacchini ripieni, lo stufato, il bollito misto, l'arrosto di lonza e i nervetti.

## Geografia antropica
Il territorio comunale comprende il centro abitato di Mozzanica e varie cascine e località rurali.

### Colomberone

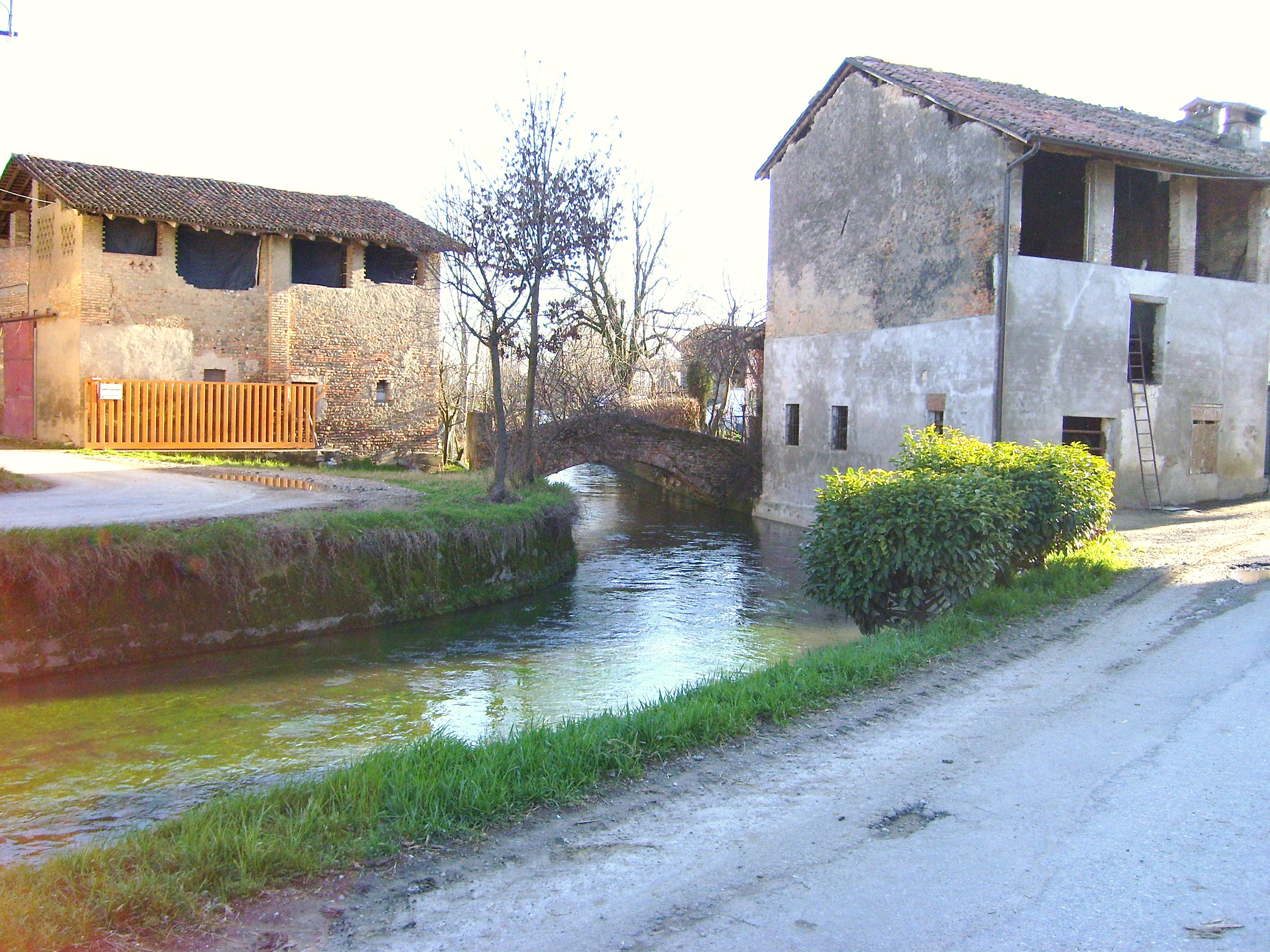
La roggia Alchina nella loc. Colomberone

La cascina di Colomberone è una località rurale del comune di Mozzanica. Prende il nome dall'omonima cascina ed è posta a 96 m s.l.m.
Si trova sulla strada statale 591 Cremasca, affiancata dalla roggia Alchina che prosegue in direzione di Crema.
La cascina Colomberone, pur essendo di dimensioni ridotte è di notevole interesse paesaggistico ed etnografico. È costituita da un insieme di molteplici unità di insediamento affiancate da granai e stalle.
Tale insediamento rurale nacque nel XVII secolo per volere dei Candiani, feudatari del luogo. Lo sviluppo tuttavia è avvenuto durante il XVIII secolo quando fu edificata, nel 1708, la Chiesa della Madonna della Neve. La zona doveva tuttavia essere già abitata in passato, come testimoniano i reperti archeologici qui rinvenuti.

## Economia

### Agricoltura
A testimonianza della lunghissima tradizione agricola, a Mozzanica restano attive numerose cascine, anche se nell'ultimo mezzo secolo il settore ha subito delle profonde trasformazioni. Rilevanti sono la cascina Colomberone, al confine meridionale con Sergnano, la cascina Donata e la cascina Volte, entrambe situate nel territorio meridionale lungo la Strada consorziale delle Volte.

### Artigianato e Industria
Già all'inizio del ventesimo secolo erano presenti a Mozzanica una filanda e una fabbrica di cappelli, ma la vera trasformazione in senso industriale è cominciata con l'apertura, nel 1964, di un importante sito di produzione chimica da parte della multinazionale statunitense Rohm & Haas, alla quale si è affiancata nel 2001 la Dow Chemical, anch'essa americana.
Di estrema importanza anche la nascita di moltissime imprese di piccole dimensioni, operanti soprattutto nel settore meccanico e dell'edilizia. Da segnalare anche che ci sono ancora molti mozzanichesi che - per motivi di studio e di lavoro - gravitano nell'orbita di Milano, viaggiando giornalmente come pendolari.

## Infrastrutture e trasporti

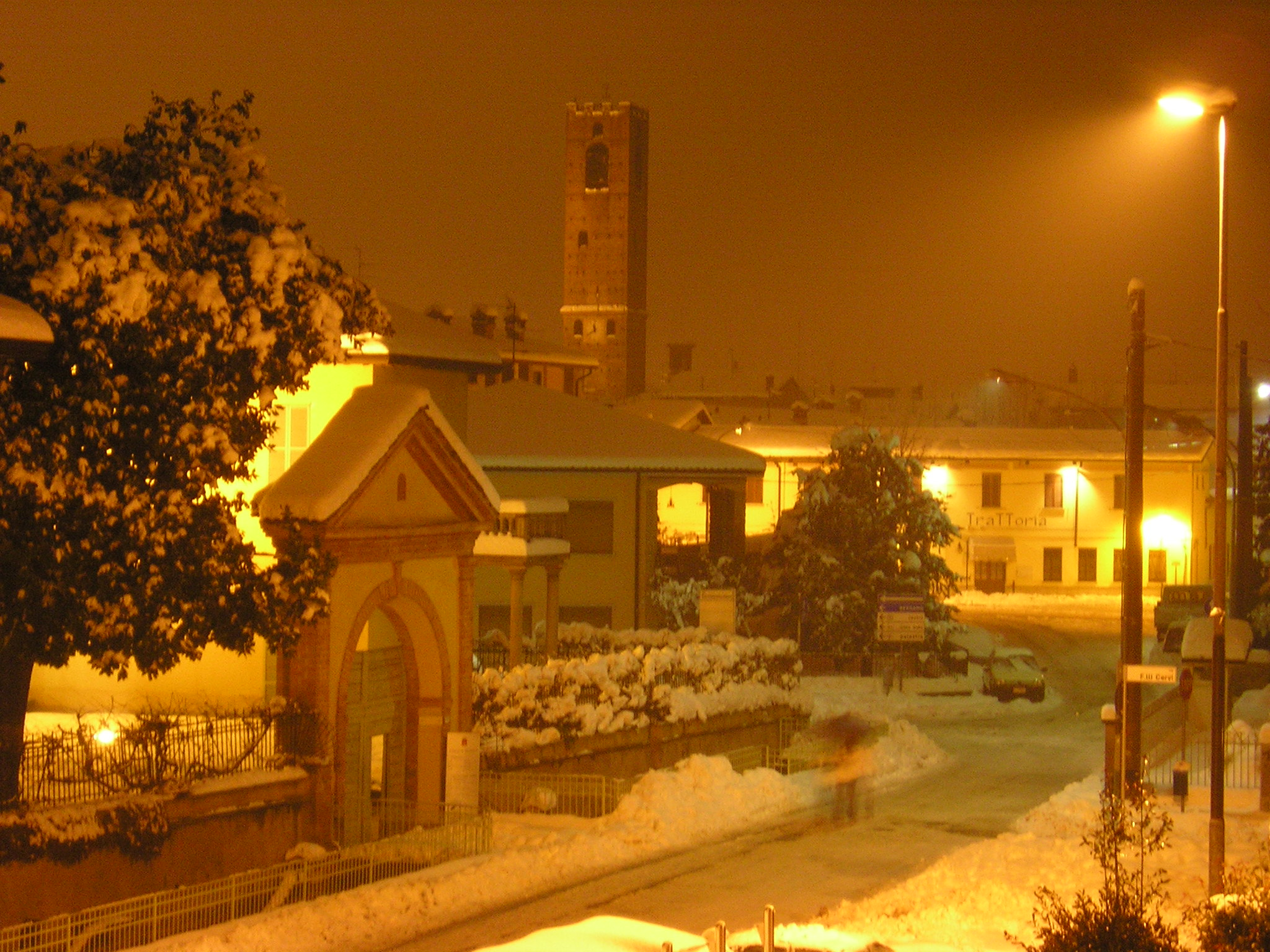
Via Europa innevata

### Strade
Mozzanica è interessata dalla strada provinciale Rivoltana, dalla Strada statale 11 Padana Superiore e dalla Strada statale 591 Cremasca.

## Amministrazione
Successione delle amministrazioni comunali dalla fine del secondo conflitto mondiale ad oggi:
| Periodo | Periodo   | Primo cittadino         | Partito              | Carica  | Note |
| ------- | --------- | ----------------------- | -------------------- | ------- | ---- |
| 1945    | 1946      | Ugo Lombardi            |                      | Sindaco |      |
| 1946    | 1951      | Isaia Fasoli            |                      | Sindaco |      |
| 1951    | 1953      | Giovanni Toffetti       |                      | Sindaco |      |
| 1953    | 1954      | Ernesto Piana           |                      | Sindaco |      |
| 1954    | 1956      | Luigi Moretti           |                      | Sindaco |      |
| 1956    | 1960      | Luigi Moretti           |                      | Sindaco |      |
| 1960    | 1964      | Luigi Moretti           |                      | Sindaco |      |
| 1964    | 1970      | Beniamino Dognini       |                      | Sindaco |      |
| 1970    | 1975      | Beniamino Dognini       |                      | Sindaco |      |
| 1975    | 1980      | Giovanni Carlo Capetti  | Democrazia Cristiana | Sindaco |      |
| 1980    | 1985      | Giovanni Carlo Capetti  | Democrazia Cristiana | Sindaco |      |
| 1985    | 1990      | Giovanni Carlo Capetti  | Democrazia Cristiana | Sindaco |      |
| 1990    | 1995      | Giovanni Carlo Capetti  | Democrazia Cristiana | Sindaco |      |
| 1995    | 1999      | Nedo Conti              |                      | Sindaco |      |
| 1999    | 2004      | Nedo Conti              |                      | Sindaco |      |
| 2004    | 2014      | Massimo Alloni          | Lista civica         | Sindaco |      |
| 2014    | 2019      | Beppino Massimo Fossati | Lista civica         | Sindaco |      |
| 2019    | 2024      | Bruno Tassi             | Lista civica         | Sindaco |      |
| 2024    | in carica | Simone Piana            | Lista civica         | Sindaco |      |

## Sport

### Pallavolo
A Mozzanica ha sede l'Associazione Sportiva "M Volley"  che si occupa di portare avanti un progetto di crescita sportiva attraverso la pallavolo, per le ragazze e i ragazzi dai 5 anni in su. Il tutto attraverso la partecipazione ai campionati di pallavolo FIPAV e CSI Bergamo.

### Calcio
A Mozzanica esisteva una squadra di calcio femminile denominata ASD Mozzanica che militava in serie A e presentava due altre squadre una primavera e una di giovanissime. La prima squadra femminile risaliva al 2002 anche se la nascita della squadra avvenne nel 2004 con la nascita del Football Club Formativo Mozzanica. Nell'annata 2003/2004 la squadra vince il campionato di Serie D passando quindi alla categoria successiva. La stessa cosa avvenne il campionato successivo con il passaggio alla serie B, anche se alla vittoria del campionato si aggiunsero la Coppa Lombardia e la Coppa Italia. A questi importanti trofei si aggiunsero i primi importanti riconoscimenti nel settore giovanile.
A seguito dei buoni risultati e piazzamenti, si decide di unire i settori giovanili maschili e femminili a capo della FCF Mozzanica. Nel campionato 2005/2006 la squadra concluse il campionato con un secondo posto e identico piazzamento l'anno successivo che tuttavia si concluse con la fusione con l'Aurora Bergamo, sua principale avversaria, che consentì alla squadra di passare alla serie A2 e portò alla nascita dell'ASD Mozzanica.

### Karate
A Mozzanica ha sede l'associazione dilettantistica Shotokenshukai

### La Polisportiva Oratorio Mozzanica
La Polisportiva Oratorio Mozzanica è un'associazione sportiva fondata nel 1996.